# X-37試驗機
X-37試驗機或稱為軌道試驗飛行器（英語：Orbital Test Vehicle，常縮寫為OTV）是美國波音公司研制的無人太空飛機。
X-37在起飛時需要以火箭搭載升空或大型飛機高空投放，再依靠自身动力进入近地轨道，並且在近地轨道上連續飛行一年以上。在回程時，其钝型机首能使X-37较快减速，耐高温隔热瓦能抵受重返大氣層時所產生的熱力，然后像一般飛機一樣，滑翔飛行至跑道降落，同時還能在結束任務時自動返回地面，有視其為未來「太空戰鬥機」的雛形。X-37的最高速度能達到音速的25倍以上。X-37試驗機至今已發展出X-37A和X-37B兩個版本，X-37B（OTV-3）於2014年10月17日完成連續飛行超過674天後，第四次航行任務（OTV-4）於2015年5月再次升空，於2017年5月降落於甘迺迪太空基地，打破自身紀錄共飛行了718天。
計畫發展至今，X-37B的存在價值一直備受爭議，而且美國軍方一直甚少透露它的任務與行蹤，令外界一直對它有諸多猜測，其中不乏認為X-37實質是一個太空戰鬥機的意見。然而，美國空军副助理部长佩顿（Gary Payton）則解釋，X-37B只是航天飞机的升级版，因为重返大气设计，结构重量偏高，燃料和负载重量偏低，需由590吨的Atlas V大型火箭投入环地轨道，飞行器本身全重5吨，除去结构重量和变轨发动机及燃料后有效载荷只有250公斤，且不适合多次变轨机动，否認是一種太空戰鬥機。
X-37B的存在，模糊了重返大气武器和太空武器的界限，因其既可以像洲际导弹一样，在战时向目标发射，又可以在和平时期即发射入近地轨道，触及了太空非军事化底限。重返大气武器如洲际导弹与太空武器的区别在于，重返大气武器可在战争爆发时向任意方向发射，半小内时即可到达地球任意目标；太空武器一旦入轨则只能向一个方向飞行，变轨只能有限修改飞行方向，如果战争爆发时正处于目标前方则反应时间极短，若战争爆发时刚错过目标则需再绕地球一圈，需约1小时才能再次抵达目标，实现「1小時全球打擊」。X-37B因其需重返大气多次使用设计，增加的结构重量使其变轨能力进一步降低。

## 发展
96年美国国家航空航天局（NASA）提出了Future-X计划，该计划分为了两个子计划，其中的“探险者”计划即成为了X-37计划。1999年，NASA与波音公司签署协议，进行一项为期4年的X-37验证机项目，总投资为1.73亿美元，其中波音公司投资了6700万美元与价值1600万美元的实物。其后，美国空军也加入进来，同时投资了1800万美元。
2000年，波音公司研制出了X-40A（X-37的85%缩比测试机），并交付给NASA。2001年3月至5月间，X-40A由CH-47直升机将其吊起在空中进行了七次高空投放无动力滑翔试验。2002年，美国空军停止了投资，而NASA与波音公司则继续签订了3.01亿美元的合同进行研制。
2004年，NASA认为此项目不再符合其长期目标，因此将它交给了美国国防部高级研究计划局（Defense Advanced Research Projects Agency）进行开发，同时也成为了机密项目。

### 无动力投放试验

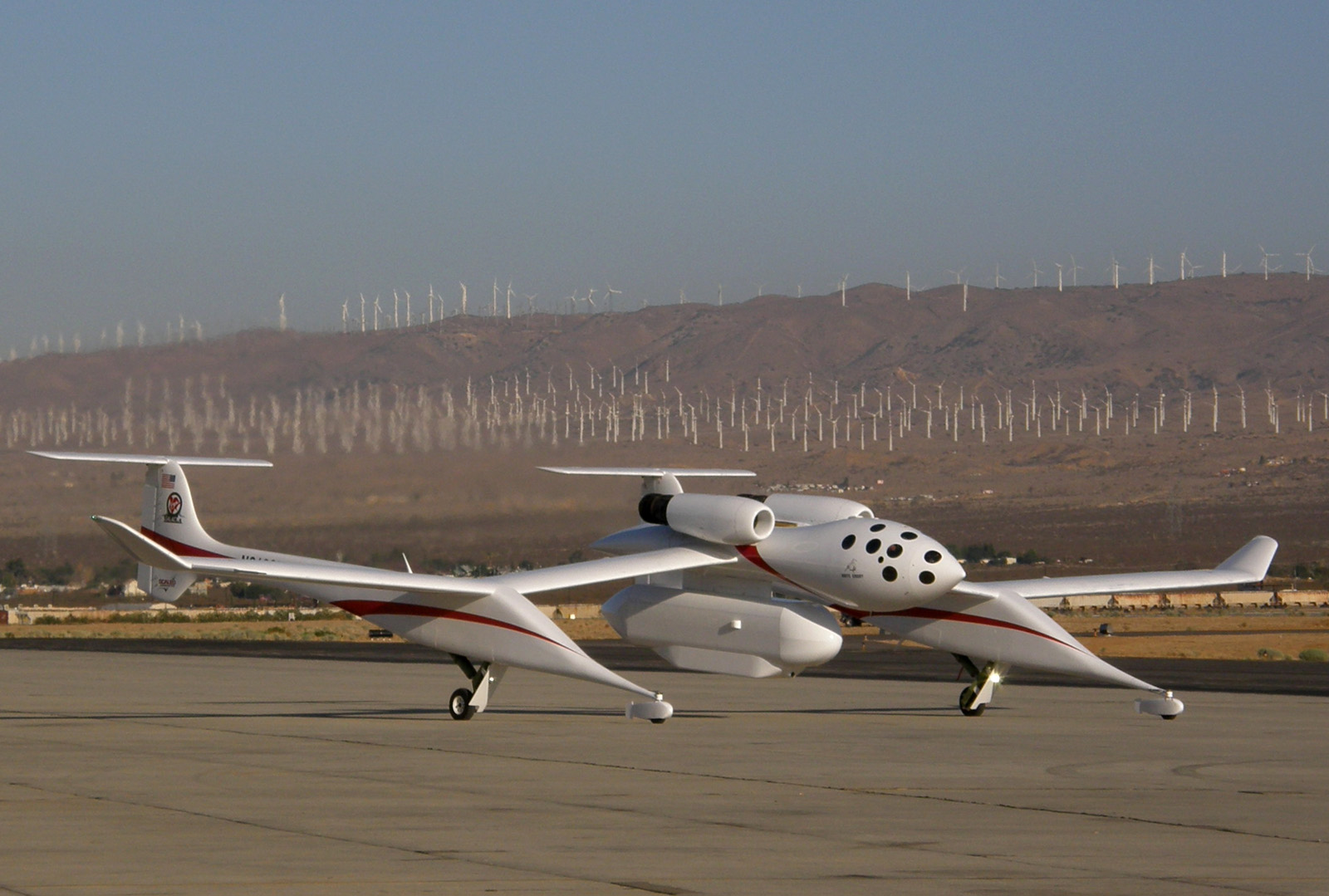
白色骑士号

2005年，X-37准备进行无动力投放试验。原先计划使用B-52轰炸机携带X-37，但之后决定改用白色骑士号。6月21日，X-37首次升空。2006年2月及3月，曾两次计划进行投放试验，但因天气原因而推迟。
2006年4月7日，X-37首次进行了无动力投放试验，但着陆时冲出跑道，头部受损。8月18日与9月26日，又进行了两次投放试验，其中至少有一次成功着陆。

### X-37B轨道试验飞行器

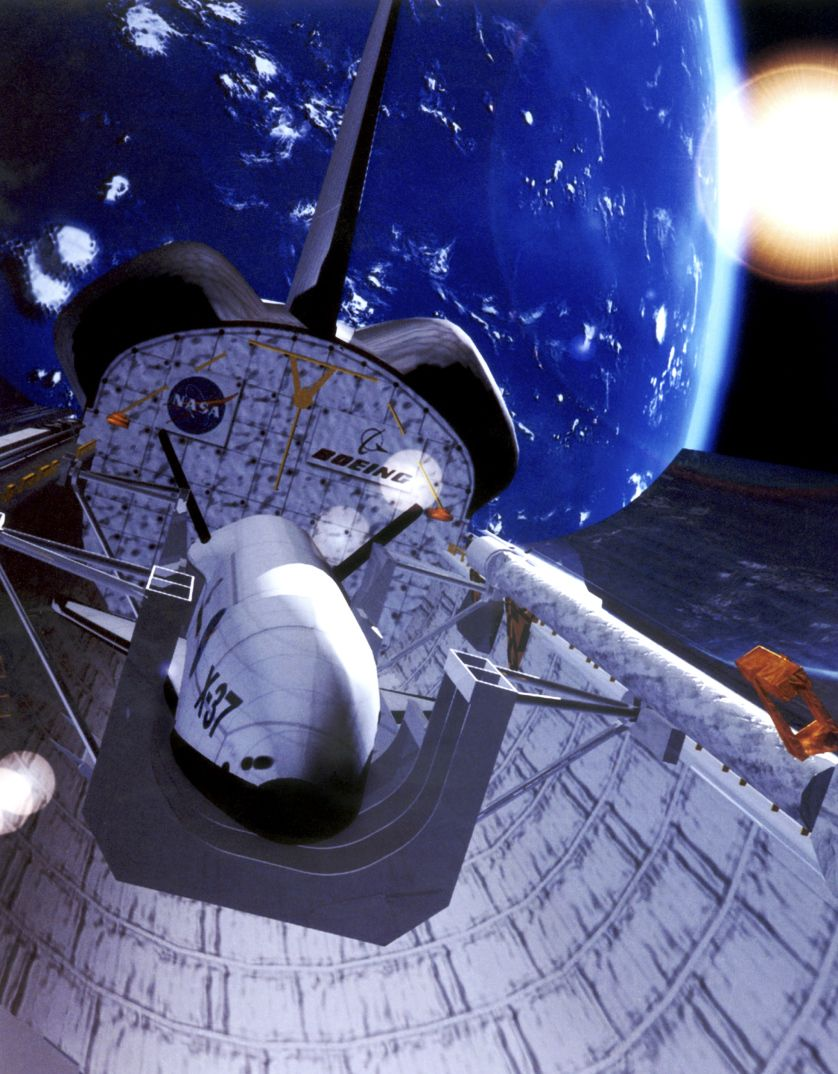
太空梭投放的想像圖

2006年11月，美国空军宣布以X-37A为基础发展X-37B，称为轨道试验飞行器（Orbital Test Vehicle），由美国空军下属的快速反应能力办公室（Rapid Capabilities Office）主持，同时NASA与美国空军研究实验室（Air Force Research Laboratory）也参与研制。原定于2007年底至2008年初试飞的X-37B，几经推迟后将首飞时间改到了2010年。
2010年4月22日，第一架被命名为OTV-1的X-37B从美国佛罗里达州卡纳维拉尔角空军基地搭乘阿特拉斯-5型运载火箭发射升空，并在12月3日成功在加利福尼亚州范登堡空军基地降落。
2011年3月5日，X-37B型太空飞机（又稱OTV-2）在佛罗里达州的卡纳维拉尔角由火箭运载，于当地时间傍晚5时半左右升空，进行了第2次的环绕地球轨迹测试，並在太空飛行逾469天後在2012年6月16日美國西岸時間清晨降落加州范登堡空軍基地。它比X-37A飛行日數多出225天，比設計飛行日數多出199天。
2012年12月11日，X-37B(OTV-3) 自佛羅里達州卡納維拉爾角空軍基地發射升空，歷經長達22個月(674日)的軌道飛行，已於2014年10月17日上午9时24分降落在加州的范登堡空軍基地，為目前待在太空中最久的X-37B。2015年5月20日，X-37B將會執行「測試一種新的離子推進器」任務。
2020年5月17日，X-37B在佛罗里达州卡纳维拉尔角空军基地发射升空。这是美军首次向外界公布X-37B航天器的飞行任务。
2023年12月28日，X-37B从佛罗里达州成功升空，执行第七次任务。这也是第一次由SpaceX猎鹰重型火箭发射。

## 設計

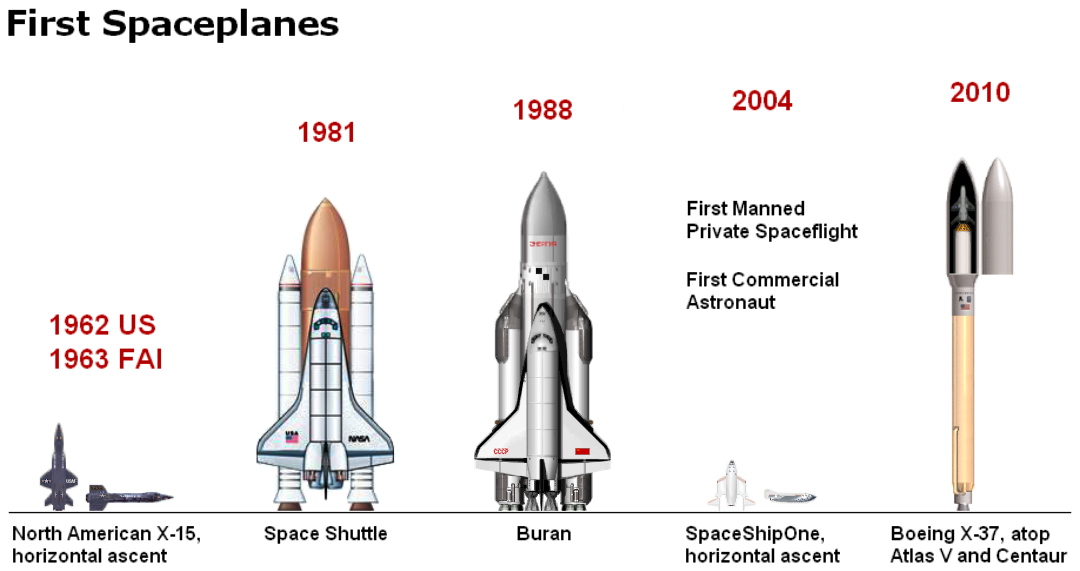
由火箭投放的狀況(最右)與大小比較圖

X-37至今可分為三個版本，其中X-37是最原始的技術驗證機，X-37B則是為美國空軍研製的版本，X-37C則是X-37B的載人版本發展方案。
三個版本的X-37均是一架可以重複使用的太空飛機。在X-37不同系列的測試任務中，美國官方經常採用不同的材料去製造X-37的機身，使其可以了解在不同軌道環境下對機身製造材料的影響。

### 機身構造
X-37的機身採用全複合材料製造，機長大約八米、高度大約三米、翼展大約五米，其除了可依靠火箭搭載升空外，亦可透過大型飛機作為搭載平台，將X-37投放升空。
在目前最新一個版本X-37B中，其機身不僅採用了全複合材料，還採用了新型可重複使用的防熱材料，使X-37B在重返大气過程時所產生的極高溫度的熱力中存活。

### 先進設備
X-37B採用了精準度極高的導航系統與自動著陸系統，使X-37B在完成任務時能精準確定著陸方位並自動返航降落至地球的飛行跑道上。其次，X-37B還擁有太陽能電池板和鋰電池，在進入預定軌道時X-37B可以依靠其自身的電力供應系統使其能夠在軌道飛行長達一年以上。

## 評論

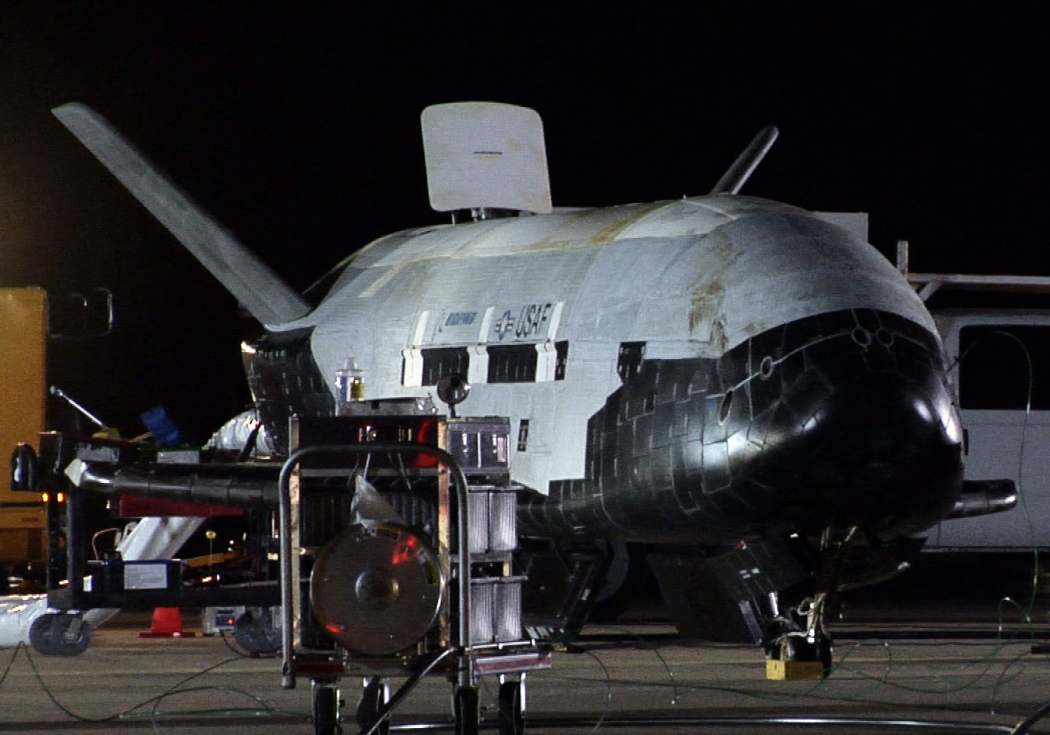
2010年返回後的狀況

中国军事装备专家张召忠少将认为美国会在此基础上开发出彻底颠覆现有军事武器体系的作战系统。
瑞典斯德哥尔摩国际和平研究所美籍专家香农·凯利在接受《环球时报》记者采访时表示，如果太空战机真的研制成功，那么对它来说，现有的其他武器系统不过是原始的弓箭和长矛而已。“这比核武竞赛更危险”。
美国的《基督教科学箴言报》称，X-37B的试飞“非常清楚地表明‘太空武器化’已经开始”。
俄罗斯空军前司令科尔努科夫称俄罗斯或因此成第二个“伊拉克或南斯拉夫”。他认为，俄罗斯没有能力防御来自太空的打击，“这意味着短期内美国已具有出手无人能敌的能力”。
亦有部分中国军事专家认为X-37B因缺乏变轨机动性不是真正的太空战机，美国的太空战机SMV计划距离投入实用还遥遥无期，美国现在公开此项目更多的是出于战略威慑和诱导的意义。

## 技術規格（X-37B）
参考资料：USAFBoeing,Physorg.com,Airspacemag.com.
基本信息
- 机组：無電力： 砷化鎵太陽能板、鋰離子電池

性能
- 軌道速度： 每小時17500英里（每小時28200公里）
- 軌道： 低地球軌道
- 軌道飛行時間：最長780天[28]